# Lavérune
Lavérune è un comune francese di 2 771 abitanti situato nel dipartimento dell'Hérault nella regione dell'Occitania.
La città è nota per ospitare un presidio Kraft e in particolare lo stabilimento Jacques Vabres/Carte Noire.

## Società

### Evoluzione demografica
Abitanti censiti